# Тшешкув
Тшешкув (пол. Trzeszków) — село в Польщі, у гміні Павлув Стараховицького повіту Свентокшиського воєводства.
Населення — 337 осіб (2011).
У 1975-1998 роках село належало до Келецького воєводства.

## Демографія
Демографічна структура на день 31 березня 2011 року:
|          | Загалом | Допрацездатний вік | Працездатний вік | Постпрацездатний вік |
| -------- | ------- | ------------------ | ---------------- | -------------------- |
| Чоловіки | 169     | 30                 | 117              | 22                   |
| Жінки    | 168     | 33                 | 90               | 45                   |
| Разом    | 337     | 63                 | 207              | 67                   |